# Glandele paratiroide
Glandele paratiroide (glandulae parathyroideae), sau corpusculii epiteliali, se dezvoltă din recesele branhiale III și IV. Sunt cele mai mici glande cu secreție internă, având masa de aproximativ 0,05 g fiecare. În număr de patru, două superioare și două inferioare, se află pe fața posterioară a fiecăruia din lobii laterali ai glandei tiroide, în interiorul capsulei fibroase, dependență a fasciei cervicale mijlocii. Sunt formate din stromă conjunctivă și țesut glandular.
Hormonul paratiroidian - parathormonul - reglează metabolismul calciului și fosforului; stimulează osteoclastele și destrucția țesutului osos, acționând la nivel intestinal, renal și osos. Ele sunt părțile sistemului endocrenic a glandelor endocrine 

## Disfuncții
- Hiperfuncția glandei duce la asimilarea catabolismului osos, creșterea calcemiei, depunere de calciu în pereții vaselor și țesuturile moi (ligamente, articulații, hipoderm), apariția calculilor renali;
- Hipofuncția duce la hiperexcitabilitate neuromusculară, scăderea calcemiei, crampe musculare, tetanie.